# Almby

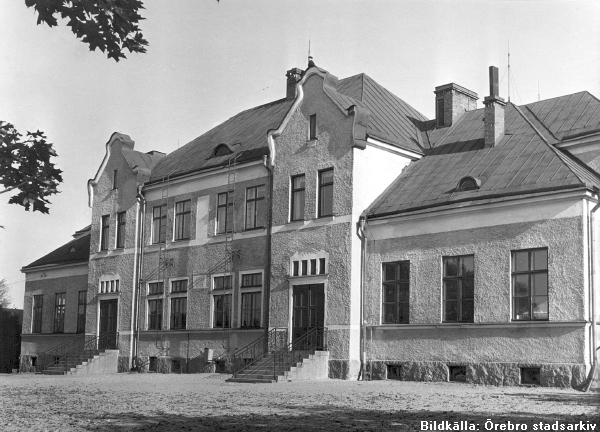
Almby skola ("Västra skolan") år 1948 vid Kaplansgatan - Prostvägen.

Almby är en stadsdel i sydöstra Örebro. Orten gränsar till Sörby, universitetsområdet, Ormesta och Tybble.

## Historik
Almby var och är kyrkby i Almby socken och ingick efter kommunreformen 1862 i Almby landskommun, där Almby municipalsamhälle inrättades 29 oktober 1926. Orten inkorporerades 1943 i Örebro stad 1943 då municipalsamhället upplöstes Bebyggelsen tillkom till stora delar på 1920- och 1930-talen. Örebro pappersbruk, senare Örebro kartongbruk, grundat 1901 och nedlagt 2010, torde ha bidragit till samhällets snabba tillväxt, men det fanns ett flertal andra industrier. Bland dessa kan nämnas Svenska skoindustri AB, AB Skofabriken Iris, AB Almby-sko, Örebro motorfabrik, AB Nordiska stansknivfabriken och AB Almby snickerifabrik. Dessutom låg Örebro läns slakteriförenings anläggning vid Ormesta. Almby räknades år 1950 som ett "betydande industrisamhälle" .

## Dagens Almby
Almby domineras av villor och mindre flerfamiljshus. Almby kyrka ligger österut i samhället. Det finns en staty av racerföraren Ronnie Peterson, vid Almbyplan. Hans grav finns att beskåda på Almby kyrkogård. Där vilar även skalden Levi Rickson, även känd som Jeremias i Tröstlösa.
Örebro universitet är beläget i Almby, och på senare år har studentbostäder byggts i området. Ett nytt bostadsområde har även byggts österut, nära Ormesta.

## Företag och verksamheter i Almby
- Almby smedja, med anor från 1700-talet [2], revs 2016. [3]
- Örebro kartongbruk grundat 1901, men som ska läggas ned 2010[4]
- Örebro universitet